# Andrew Wooten
Andrew Wooten (Bamberg, Alemania, 30 de septiembre de 1989) es un futbolista estadounidense que juega como delantero para el TuS Mechtersheim de la Verbandsliga Südwest de Alemania.

## Trayectoria

### Kaiserslautern
Wooten comenzó su carrera en el club Wormatia Worms de la cuarta división alemana, pero rápidamente atrajo la atención del 1.FC Kaiserslautern de la Bundesliga. El Kaiserslautern fichó a Wooten en 2009 e inmediatamente se incorporó al equipo de reservas.
Wooten fue un miembro regular del segundo equipo sajón desde su llegada, destacándose en particular en la temporada 2011-12 con 20 goles. Estas buenas y consistentes actuaciones lo llevaron a realizar su debut con el primer equipo el 3 de marzo de 2012 en el empate 0-0 contra el VfL Wolfsburg. El mal rendimiento del equipo en general y los problemas con lesiones le ayudaron a obtener más minutos en la Bundesliga en la temporada 2011-2012. Wooten anotó su primer gol con el Kaiserslautern el 21 de abril de 2012 en la victoria 2-1 sobre el Hertha BSC. Pese a esta victoria, su equipo terminó descendiendo a la 2. Bundesliga. El 1 de mayo de 2012 extendió su contrato con los sajones por tres temporadas.

### SV Sandhausen
El 23 de agosto de 2012 Wooten fue cedido a préstamo por toda la temporada 2012-13 al SV Sandhausen de la 2. Bundesliga.

### FSV Frankfurt
Luego de jugar solo unos cuantos partidos con el Kaiserlautern en la temporada 2013-2014, Wooten fue cedido nuevamente en enero de 2014, esta vez al FSV Frankfurt.

### SV Sandhausen
En junio de 2014, Wooten fichó en forma definitiva con el SV Sandhausen firmando un contrato por tres años.

## Selección nacional
Al ser hijo de un soldado estadounidense y madre alemana, Wooten tiene la opción de jugar a nivel internacional tanto para Estados Unidos como para Alemania. Ha sido convocado a entrenar con la selección sub-23 de los Estados Unidos, pero aún no ha jugado ningún partido oficial, tanto a nivel juvenil como para la selección mayor.
El 24 de agosto de 2015, la prensa alemana anunció que Wooten había sido convocado a la selección nacional estadounidense por el técnico Jürgen Klinsmann, luego de que el futbolista tuviera un estelar inicio de temporada con su club alemán.

## Clubes
| Club                       | País           | Año       |
| -------------------------- | -------------- | --------- |
| VfR Wormatia Worms         | Alemania       | 2008-2009 |
| 1. F. C. Kaiserslautern    | Alemania       | 2009-2014 |
| SV Sandhausen (a préstamo) | Alemania       | 2012-2013 |
| FSV Frankfurt (a préstamo) | Alemania       | 2013-2014 |
| SV Sandhausen              | Alemania       | 2014-2019 |
| Philadelphia Union         | Estados Unidos | 2019-2020 |
| F. C. Admira Wacker        | Austria        | 2021      |
| VfL Osnabrück              | Alemania       | 2021-2022 |
| SC Preußen Münster         | Alemania       | 2022-2024 |
| VfR Mannheim               | Alemania       | 2024-2025 |
| TuS Mechtersheim           | Alemania       | 2025-     |